# Amado Hernandez
Amado V. Hernandez (Manilla, 13 september 1903 – 24 maart 1970) was een Filipijns schrijver en vakbondsleider. In 1973 werd Hernandez de titel Nationaal kunstenaar van de Filipijnen in de categorie literatuur toegekend.

## Biografie
Hernadez volgde een opleiding aan Gregg Business School en werd daar onder andere opgeleid als typist en stenograaf. In de periode voor de Tweede Wereldoorlog werkte Hernandez als journalist en verslaggever voor het dagelijks verschijnende Watawat, was hij columnist voor de Pagkakaisa en redacteur van Mabuhay. Daarnaast schreef hij gedichten en verhalen, die werden opgenomen in diverse bloemlezingen, die in die tijd verschenen. In 1932 trouwde hij met de populaire zangeres en zarzuela-ster Atang de la Rama.
In de Tweede Wereldoorlog was Hernandez actief voor het verzet. Na de oorlog was hij een tijd lang niet actief als schrijver. Hij werd gekozen tot leider van het Congress of Labor Organisations, een arbeidersbeweging die in die tijd grootschalige stakingen en demonstraties organiseerden. Naar aanleiding daarvan werd hij in 1951 opgepakt en veroordeeld tot levenslang wegens rebellie. In de gevangenis pakte Hernandez het schrijven weer op en produceerde hij zijn bekendste werk, waaronder Isang Dipang Langkit, waarvoor hij de Republic Cultural Heritage Award kreeg; Bayang Malaya; Luhang Buwaya, dat wordt beschouwd als zijn meesterwerk en delen van de roman Mga Ibong Mandaragit
In 1956 kwam Hernandez, op voorlopige basis, weer vrij, waarna hij in 1964 definitief door het Filipijns hooggerechtshof werd vrijgesproken. Hij bleef ook na zijn vrijlating schrijven. Ook werd columnist voor de Taliba. Daarnaast was hij actief als docent. Zo gaf hij tot aan zijn dood les aan de University of the Philippines.

## Bron
- Carlos Quirino, Who's who in Philippine history, Tahanan Books, Manilla (1995)

- Bibliothèque nationale de France: cb167395758 (data)
- CiNii: DA05569233
- Gemeinsame Normdatei: 119340194
- International Standard Name Identifier: 0000 0000 8306 5360
- Library of Congress Control Number: n86146238
- Bibliotheek van het Japanse parlement: 00556275
- Nationale Bibliotheek van Israël: 987007420761705171
- Nederlandse Thesaurus van Auteursnamen: 068884826
- SNAC: w6cv4wj9
- Virtual International Authority File: 111840787
- WorldCat: E39PBJvXdxyCgVb6ggGjWm7rbd